# Someday You'll Find Her, Charlie Brown
Algum dia você vai acha-la, Charlie Brown ( Someday You'll Find Her, Charlie Brown, título original) é o 22º especial de animação do horário nobre da televisão baseado na popular história em quadrinhos de Peanuts , criado por Charles M. Schulz .  O especial foi originalmente transmitido pela rede CBS no dia 30 de outubro de 1981. No dia 2 de janeiro de 2004, foi lançado em DVD como um bônus especial para o especial O Dia de Namorados de Charlie Brown.

## Sinopse
Em um dia comum, Charlie Brown e Linus estavam assistindo a um jogo de futebol americano pela televisão, quando de repente Charlie Brown vê na arquibancada uma garota que instantaneamente fez seu coração derreter. Mas quando o jogo acaba, ele fica arrasado e sente que pode nunca mais vê-la novamente. Sem perder as esperanças de procurar o seu primeiro e verdadeiro amor, ele arrasta Linus, Snoppy e Woodstock para procura-la, no entanto durante a procura, Charlie Brown fica cada vez mais nervoso e assustado de conhece-la que manda Linus fazer as coisas que ele próprio deveria fazer, como: perguntar para as pessoas, checar o endereço e telefone.

## Dubladores
- Grant Wehr como Charlie Brown
- Earl Reilly como Linus Van Pelt
- Bill Melendez como Snoopy e Woodstock
- Nicole Eggert como primeira garota
- Jennifer Gaffin como Mary Jo
- Melissa Strawmeyer como adolescente